# Качині перегони
Качині перегони (індонезійською: Pacu Itiak) — це традиція в Паякумбу, Західна Суматра, де качки летять до визначеної лінії фінішу.
Для гри використовують молодих самок качок (4–6 місяців), які не можуть повністю літати. Їх нумерують на дзьобах. Перегони охоплюють дистанції від 600 до 2 000 метрів (2 000 до 6 600 фут).
Перегони проводяться щотижня в різних районах, уздовж вулиць або над рисовими полями. Перегони супроводжуються музикою та парадом.
Походження цих перегонів непевне: вважається, що вони почалися, коли качині «пастухи», помітивши, що так мало птахів вміють літати, вирішили навчити їх літати, а потім влаштовувати перегони, пройшовши дуже специфічне навчання. Зараз перегони проводяться в рамках фестивалю, після виступів дітей та демонстрації силату, «традиційної форми самозахисту, але [яка] також використовує силу і концентрацію розуму».